# Nikola Listeš
Nikola Listeš (Split, 10. siječnja 1960.) je hrvatski karikaturist, ilustrator i crtač stripova.
Rodio se je u Splitu. U rodnom je gradu pohađao srednju školu. Karikaturom se bavi od desete godine, a svoje je crteže još od te dobi objavljivao u tuzemstvu i inozemstvu. 
Svoj prvi strip objavio je zajedno sa Srećkom Puntarićem u SN reviji.
Stripom se bavi od svoje 22. godine. Njegov prvi strip je Scando. Poslije je crtao strip za Disneyjevu tvrtku.  Početkom Domovinskog rata hrvatskom je čitateljstvu skrenuo pozornost svojim stripom, prvim koji je tematizirao Domovinski rat, strip Super Hrvoje, a izlazio je u Nedjeljnoj Dalmaciji.
Suradnik je hrvatskog tjednika za kulturu Hrvatskog slova, u kojem crta političko-humoristični strip-kaiš Sedmo osjetilo. Autor je i političkog stripa Humanoida i Dioklecijančića. 
Njegov poznatiji rad kao ilustratora je knjiga za djecu Eko, koja je izašla u Australiji.
Dobitnik je brojnih međunarodnih nagrada te je s 56 međunarodnih nagrada postao najnagrađivaniji hrvatski karikaturist.
2009. je osvojio čak njih devet, među njima prvu nagradu muzeja Bucovina u Rumunjskoj, zatim nagradu za uspješnost na Aydin Doganu, najvećem svjetskom festivalu karikature, nagrada u Iranu te na Grand Prixu Koreje, na kojem se svake godine pošalje 10.000 uradaka od crtača stripova iz cijelog svijeta.
Peterostruki je dobitnik nagrade Oskarike, nagrade Hrvatskog društva karikaturista koju dobije autor koji je tijekom jedne kalendarske godine dobio najviše nagrada na festivalima karikatura po svijetu.

## Vanjske poveznice
- Mladen Vuković: Listešu deveta međunarodna nagrada, petak, 18. studenoga 2011. godine, str. 21
- Hrvatsko društvo karikaturista (članovi) Nikola Listeš